# Dreifaltigkeitskirche (Fulnek)
Die römisch-katholische Dreifaltigkeitspfarrkirche (tschechisch: Farní kostel Nejsvětější Trojice) in Fulnek (Tschechien) gehört zu den künstlerisch bedeutendsten Barockgebäuden Nordostmährens.

## Geschichte

### Geschichte der ersten Pfarrkirche
Die erste Pfarrkirche an diesem Ort St. Philippus und Jakobus stand an der Stelle der heutigen St.-Josephs-Kapelle, links vom Kirchenschiff. Das genaue Datum des Baus ist unbekannt. Zum ersten Male erwähnt wurde sie am 26. Februar 1293 in einer Urkunde eines Herrn Oldřich von Lichtenburk, Angehöriger des Geschlechtes von Ronow und Besitzer des Fulneker Gebiets, darin ist festgehalten, dass er an den Vogt Štědron in Eilowitz für zehn Mark das dortige Vogthaus verkaufte.
Im Jahre 1389 wurde in der Nachbarschaft der Kirche das Augustiner-Chorherrenstift Fulnek gegründet und bei der Einweihung wurde der Name der Kirche in Dreifaltigkeitskirche geändert.

### Mariahilfbild und seine Legende

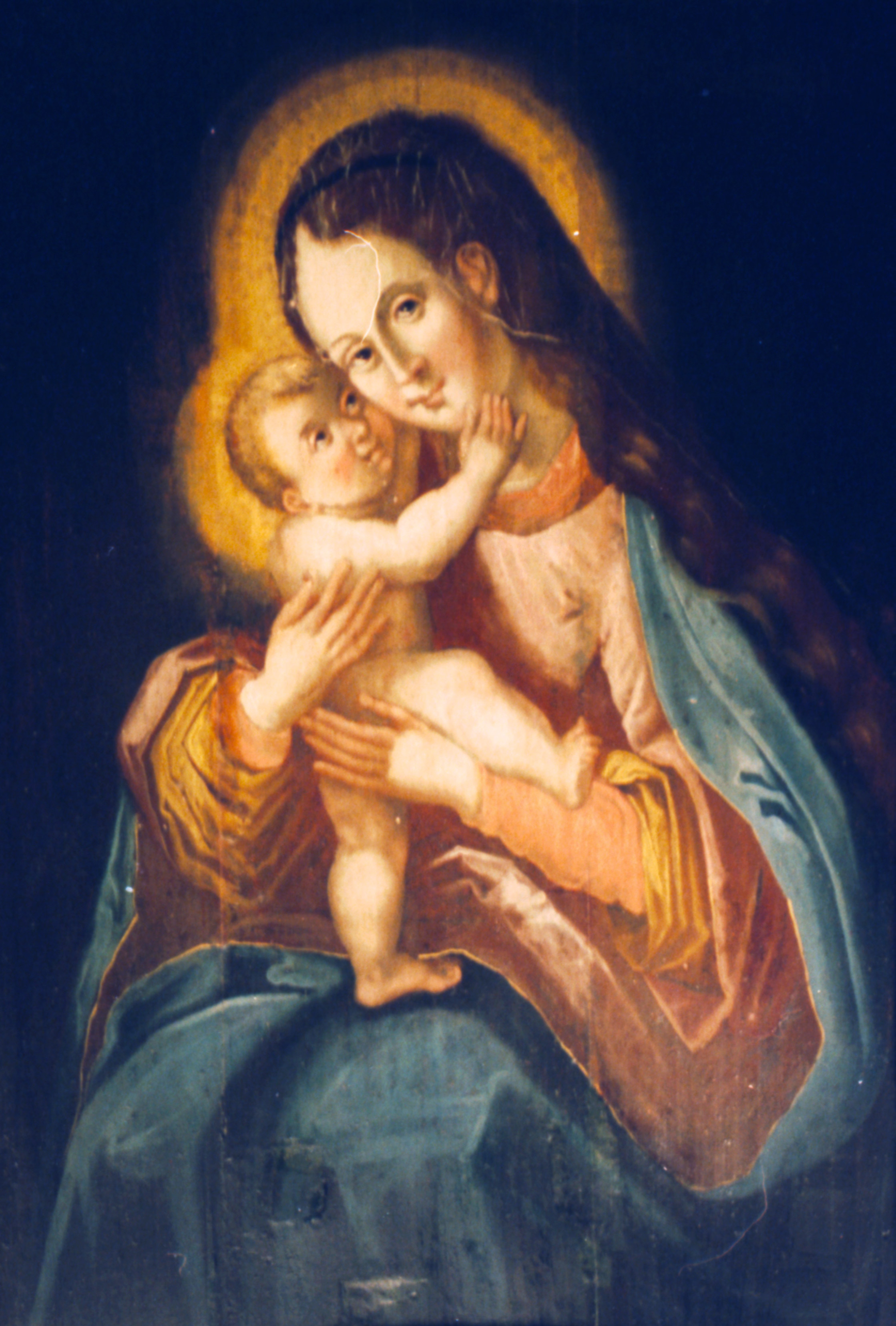
Das wundertätige Bild der Jungfrau Maria von Fulnek

Über dem Tabernakel des Hochaltars in der Pfarrkirche befindet sich ein Mariahilfbild im Typus des Innsbrucker Gnadenbilds. Die Mutter Gottes auf diesem Bilde wird auch Jungfrau Maria von Fulnek genannt. Einst war darunter eine kleine Tafel mit dieser Aufschrift:
| Im Jahre 1648 den 1. October iſt der ehrbare Junggeſell Paulus Mudrack, 19 Jahre alt, unſchuldigerweiß in dem Hauswald (Thiergarten) erſchoſſen worden. Und dann im Jahre 1649 den 3. März iſt Andreas Mudrack nach erlangten heiligen Sakramenten der chriſtkatholiſchen Kirche, von dieſer Welt geſchieden. Seines Alters 22 Jahre 5 Monath. Denen zur Gedächtniß die betrübten Eltern, als Georg und Anna Mudrack, d. Epitaphium aufrichten laſſen. Gott verleihe allen chriſtgläubigen Seelen die ewige Ruhe und Seligkeit amen. |

Das erwähnte Epitaphium war das Mariahilfbild, das die Eheleute Mudrack im Jahre 1678 der Kirche gespendet hatten. Dieses Bild hing zuerst in der alten Pfarrkirche in der St.-Josephs-Kapelle beim Taufstein. Von da wurde es später weggenommen und zwischen zwei Kirchenfenstern angebracht. Aber auch dort blieb es nicht lange: Im Jahre 1731 wurde es wieder umgehängt und durch ein Bild des damals neu seliggesprochenen Peter Fourier ersetzt. Das Marienbild wurde als kleines Altarbild benutzt und blieb dort ohne besondere Beachtung bis 1746, am 23. Dezember, wurde es wieder umgehängt. Schließlich bekam es seinen Platz im Kreuzgang, weil man nicht gleich einen anderen Ort dafür fand. Nach einigen Wochen zerfiel das Bild dort sogar in drei Stücke. Schließlich nahm sich ein geistlicher Herr, Jakob Erbsmann, Senior im hiesigen Stift, seiner an und ließ es nach Ausbesserung an der Klostermauer hinter der Kirche anbringen. Allmählich fanden sich fast täglich am Bild Gläubige ein, zierten es mit Blumen und verehrten die Mutter Gottes mit Beten und Singen.
Die gläubigen Chronisten jener Zeit berichten von einem Wunder; der Glaube daran führte zum Bau der heute bestehenden Kirche. Den Schilderungen aus dieser Zeit zufolge habe sich folgendes zugetragen:
Am Samstag vor dem Dreifaltigkeitfeste, am 31. Mai 1749, gegen fünf Uhr nachmittags, betete der damalige Herren-Diener Johann Georg Losert vor dem Bilde. Da bemerkte er bei dem rechten Auge der Mutter Gottes etwas Weißes. Zuerst dachte er, das Bild sei mit etwas bespritzt worden, denn damals wurde gerade die neue Sakristei bei der alten Kirche angebaut. Da aber schon zur heiligen Messe geläutet wurde, ging er in die Kirche. Am Ende der Liturgie ging er also wieder zu dem Bilde zurück und betrachtete es genau. Dabei stellte er fest, dass aus dem rechten Auge der Mutter Gottes drei Wassertropfen herabflossen, die mittlere bis auf den Kopf des Jesuskindes. Auch bei dem linken Auge war etwas Nasses zu sehen. Zu dieser Zeit, es war kurz vor sieben Uhr abends, standen bei dem Bilde schon etwa zwölf Personen und sahen alles. Der Mesner Joseph Hopp rief den damaligen Dechanten Joseph Barwig. Dieser stieg zu dem Bilde hinauf und versuchte mit einem Tuch die Tropfen abzutrocknen – es gelang ihm erst nach einer guten Weile. Außer dem Dechant waren anwesend ein Geistlicher aus dem Augustinerstift namens Alexander, von Laien der Mesner Joseph Hopp, seine Schwester Apollonia, der Herren-Diener Georg Johann Losert und etwa zwölf andere Gläubige. Dechant Barwig wies sie an, das Ereignis vorläufig geheim zu halten.
Das Ereignis wurde in der Stadt so bekannt, dass sich noch am gleichen Abend die Mehrzahl der Bürger bei dem Bild versammelte. In kurzer Zeit kam zu Andachten bei dem Bild. Es reisten Wallfahrer an, nicht nur aus dem Pfarrsprengel und den angrenzenden Gemeinden, sondern auch aus der weiteren Umgebung. Einige bezeugten, dass nach dem Gebet bei der Mutter Gottes von Fulnek ihre Bitten in geistlichen und leiblichen Nöten erhört wurden. Das Beten und Singen dauerte bis spät in die Nacht.
Am 2. Juni, nachmittags um ein Uhr, kam bei dem Bilde der Dechant Joseph Barwig mit anderen Geistlichen, mit dem Baumeister Nikolaus Thalherr, mit Mathäus Hopp, dem Bruder des Mesners, und mit Georg Richter zusammen, um alles gründlich zu untersuchen und eine Erklärung zu finden. Nach eingehender Durchforschung und Erwägung aller Umstände jener Erscheinung schlossen sie, dass die Tränen auf dem Gesicht der Jungfrau Maria nicht natürlichen Ursprungs sein könnten, und dass es sich um ein Wunder handele.
Am 2. Juli 1749, dem Fest Mariä Heimsuchung, wurde bei dem Bild erstmals feierlich eine Litanei mit Musikbegleitung gesungen. Von da an wurden dort alle Marien-Tage musikalisch gefeiert. Schüler sangen und beteten dort täglich Litaneien. Am Feste der Jungfrau Maria vom Berge Karmel wurde bei dem Bild zum ersten Male die heilige Messe gelesen. Bei dieser Gelegenheit wurde für das Bild ein Rahmen beschafft und daneben eine Lampe befestigt, die seitdem brennt. Vor dem Feste der Geburt der Jungfrau Maria wurde eine kleine Kapelle aus Holz um das Bildnis errichtet, damit die Beter ein Schutzdach hätten. Es kam der Vorschlag, eine gemauerte Kapelle zu erbauen.
Schon am 10. Dezember 1749 fing man an, den Felsabhang abzutragen, der für den Bau ein großes Hindernis war und die Arbeiten verzögerte. Des Werkes nahmen sich der Fulneker Magistrat und die ganze Stadtgemeinde an. Am 12. Januar 1750 wurde das Mariahilfbild mit großer Verehrung in die St.-Anna-Kapelle übertragen. Dort wurde es hinter Glas auf den Altar gestellt. Während all dessen, so die Legende, habe die Mutter Gottes Tränen vergossen.
Alle Begebenheiten, die sich um das Bild ereigneten, hat der damalige Mesner Josef Hopp sorgsam notiert. Seine Einträge wurden fortgeführt bis zum 20. Januar 1753. Bis heute sind es 106 Fälle, in denen Menschen aus verschiedenen Gemeinden berichten, dass die Jungfrau Maria ihnen nach Gebet bei dem Fulneker Bild die Hilfe Gottes in verschiedenen Nöten erwirkt habe.
Als aber der Abhang unter großen Mühen und Geldkosten abgetragen war, wurde der Plan für den Bau gänzlich geändert. Es wurde entschieden, nicht eine Kapelle, sondern eine große neue Kirche zu erbauen.

### Bau

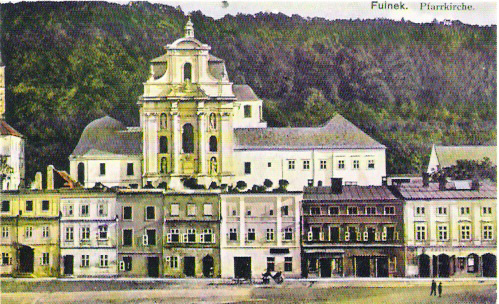
Pfarrkirche mit der Südseite des Platzes am Ende des 19. Jahrhunderts

Zum Abgraben des Hanges kamen freiwillige Helfer, so dass es mit den bezahlten Arbeitern täglich 50 bis 60 Personen waren. Die Arbeit ging so gut voran, dass am 25. April 1750 schon der Platz für das Fundament frei war. Am 5. Mai wurde der erste Stein dazu gelegt und einen Tag später begannen die Maurer zu arbeiten. Der Grundstein der Kirche wurde mit großer Feierlichkeit am 19. Oktober 1750 gelegt an der Stelle, wo ehedem das Marienbild war. Zu dem feierlichen Akt wurden eine vergoldete Kelle und ein vergoldeter Maurerhammer angefertigt. Den ersten Schlag tat der Dechant, nach ihm folgten die übrige Geistlichkeit, der Magistrat und wohlhabende Bürger. Am Ende wurde auch jedem vom niedrigen Volk – wer immer den Wunsch hatte – gestattet, jeweils einen Schlag auf den Stein zu tun. Der Grundstein mit der Jahrzahl 1750 ist bis heute unter der Kanzel zu sehen. 1760 wurde der Bau nach der Pfarrchronik beendet und man begann mit der Ausmalung.
Im Jahre 1760 wurde die Kirche vom Johannes Grafen von Scherfenberg, dem Olmützer Weihbischof, eingeweiht.
Die Pläne zur Kirche stammen vom in Fulnek niedergelassenen Baumeister Nikolaus Thalherr, dem auch die Kirchen in Bautsch und Sternberg zugeschrieben werden.
Die heutige Kirche wurde an der Stelle der ursprünglichen Pfarrkirche St. Philippus und Jakobus bei dem Augustiner-Kloster errichtet. Das Kloster selbst wurde im Jahre 1784 von Kaiser Joseph II. aufgelöst.

## Beschreibung

### Dreifaltigkeitspfarrkirche

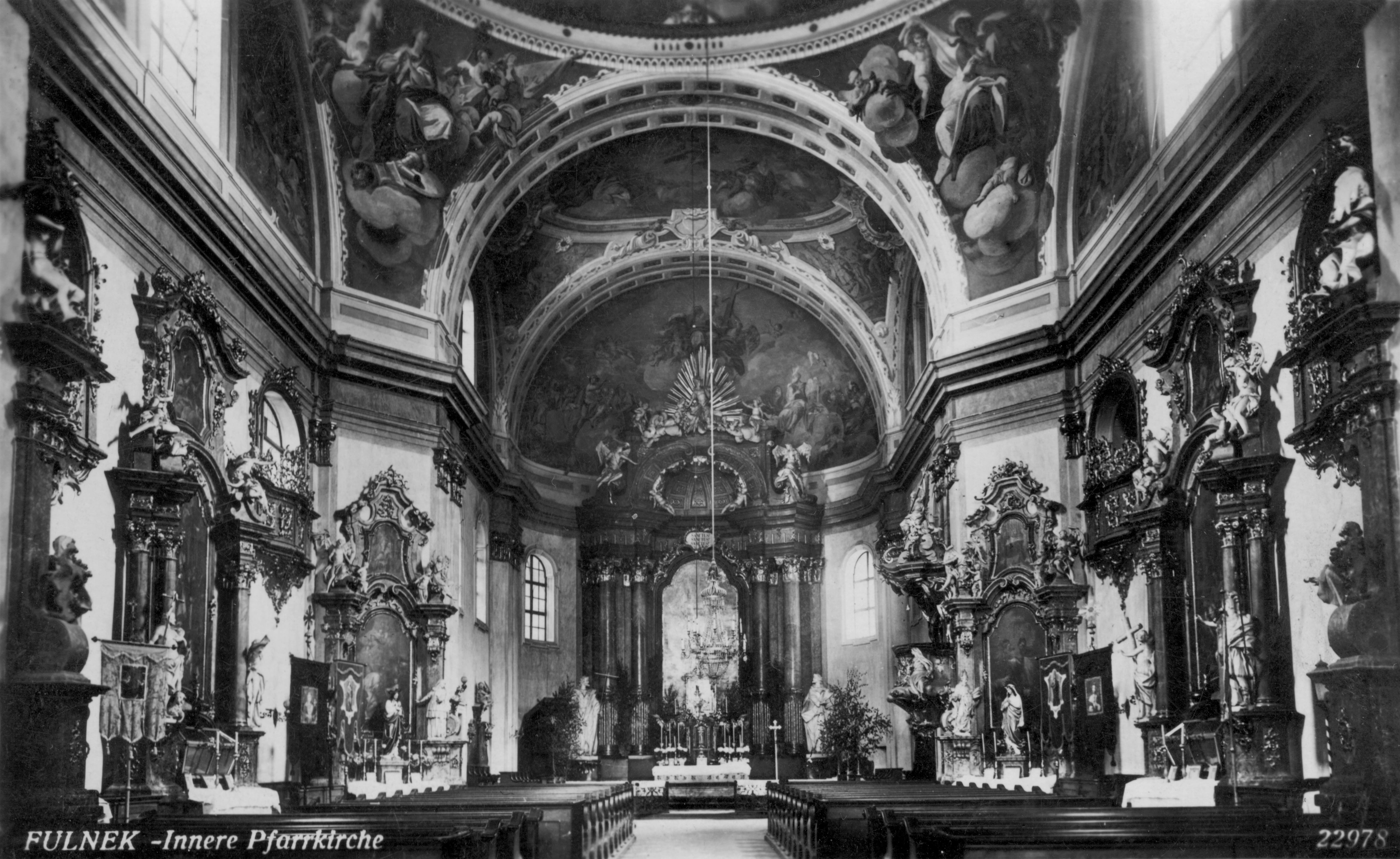
Interieur der Pfarrkirche am Anfang des 20. Jahrhunderts

Die Kirche ist einschiffig, auf der Westseite mit einem gotischen Kreuzgang verbunden, der ein Bauteil des unteren Stockes des Pfarrhauses wurde. Die Nordsüd-Längsachse des Kirchenschiffs zielt direkt zum Schlossberg hin, die Querachse ist gleichlaufend mit der gedachten Südseite des Platzes. Der Hochaltar ist nach Norden ausgerichtet, mit einer sanften Neigung nach Westen, das Presbyterium der Pfarrkirche hat die geographischen Koordinaten 49° 42′ 41,60″ n. Br., 17° 54′ 15,27″ ö. L. Auf der Ostseite wurde eine ovale St.-Josephs-Kapelle ausgebaut. Auf der Nordseite des Kirchenschiffes dominiert ein mächtiger gemauerter Chor.

#### Inneres
In der Gliederung des inneren Kirchenraumes zeigt sich das Prinzip der Raumbildung durch Zusammensetzung. Die einzelnen Elemente sind in der Wölbung durch ausdrucksvolle doppelte Gurtbögen und an den Außenmauern durch Pilaster voneinander getrennt, die Abschnitte des Gebälks tragen, auf denen die Gurtbögen aufsitzen. Unter der Kuppel läuft ein durchlaufendes Gebälk herum, unter dem man Oratorien mit nach außen gewölbten Brüstungen findet.
Die Kirche und die Kapelle sind mit einheitlichem Barockmobiliar ausgestattet. Einzigartige Wandmalereien mit reicher Symbolik, gefertigt 1760, thematisch mit der Einweihung der Kirche verbunden, schuf der Olmützer Maler Joseph Ignatz Sadler. Im Muschelgewölbe über dem Hochaltar ist die Feier des Glaubens abgebildet, weitere Felder zeigen Szenen, die mit der Verherrlichung der drei göttlichen Personen verknüpft sind – im vorderen Teil der Siegreiche auferstandene Christus, angebetet von einer Menge von Heiligen, im mittleren Teil das Schöpfungswerk von Gott Vater (in der Kuppel die Schöpfung der Engel) und im hinteren Teil die Pfingstenszene Ausgießung des Heiligen Geistes. Zwickel im Mittelteil zeigen Allegorien der vier Weltteile. Der Hochaltar ist ein Werk des Kremsierer Bildhauers Franz Andreas Hiernle; an anderen Verzierungen der Kirche arbeitete er mit dem Bildhauer Wenzel Böhm zusammen.
Die Mehrheit der Bilder in der Kirche malte Ignatz Viktorin Raab, das Altargemälde aber ist ein Werk von Felix Ivo Leicher. Auf ihm hält der heilige Augustinus eine Feder, die eine feurige Spur hinterlässt, was die Inspiration durch den Heiligen Geist versinnbildlicht. Die Tabernakeltür im Hochaltar ist mit der Darstellung eines Pelikans ausgeschmückt, der während der Hungerszeit seine Jungen mit seinem eigenen Blut nährt – Gleichnis für Christus, der uns im Altarsakrament mit seinem eigenen Blut sättigt.
Auf jeder Seite des Kirchenschiffs findet man drei Seitenaltäre. Auf der rechten, der früher so genannten Epistelseite, ist der vordere dem hl. Valentin geweiht, der mittlere den Schmerzen Mariens und der hintere der hl. Barbara. Auf der linken Seite, früher Evangelienseite, ist der vordere dem hl. Augustinus geweiht, der mittlere dem hl. Ubald und der hintere der Geißelung Jesu. Bestandteile der Mittelaltäre sind Glassärge mit Reliquien von Heiligen, rechts von hl. Valentin und links von hl. Vitalis. Im Jahre 2006 ist in die Kirche feierlich von der polnischen Stadt Krakau eine Reliquie der hl. Faustyna Kowalska übertragen und zu ihr das Bild der Barmherzigkeit Gottes platziert worden.
Auf der rechten Seite findet man auch die Kanzel. Das Hauptmotiv ihrer Verzierung ist ein Ensemble der drei göttlichen Tugenden, dargestellt in Form von drei Frauengestalten: links unten mit einem Anker – die Hoffnung, mitten über der Kanzel mit einem Kreuz – der Glaube, und rechts unten mit einem Kelch – die Liebe.

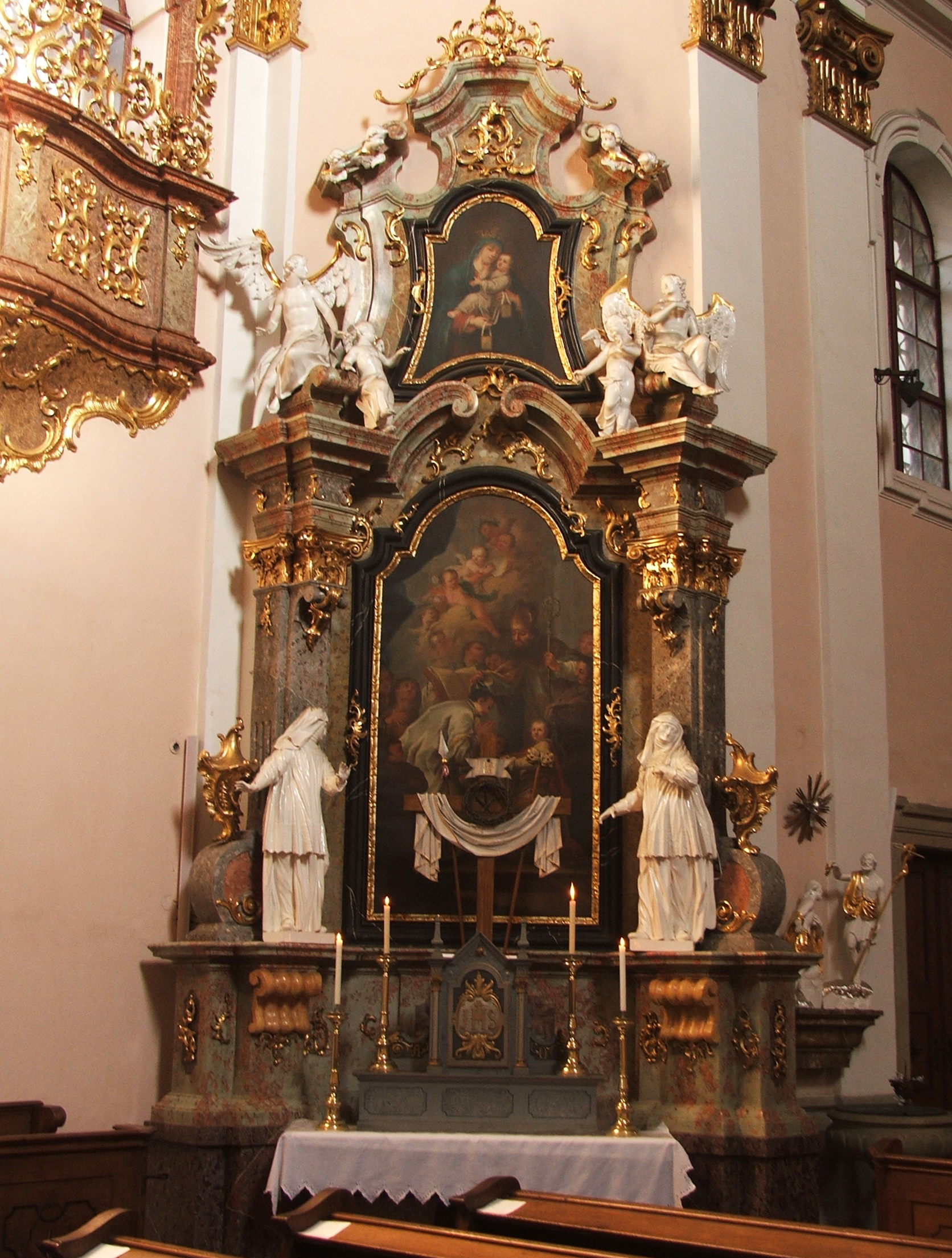
Altar des Hl. Augustinus
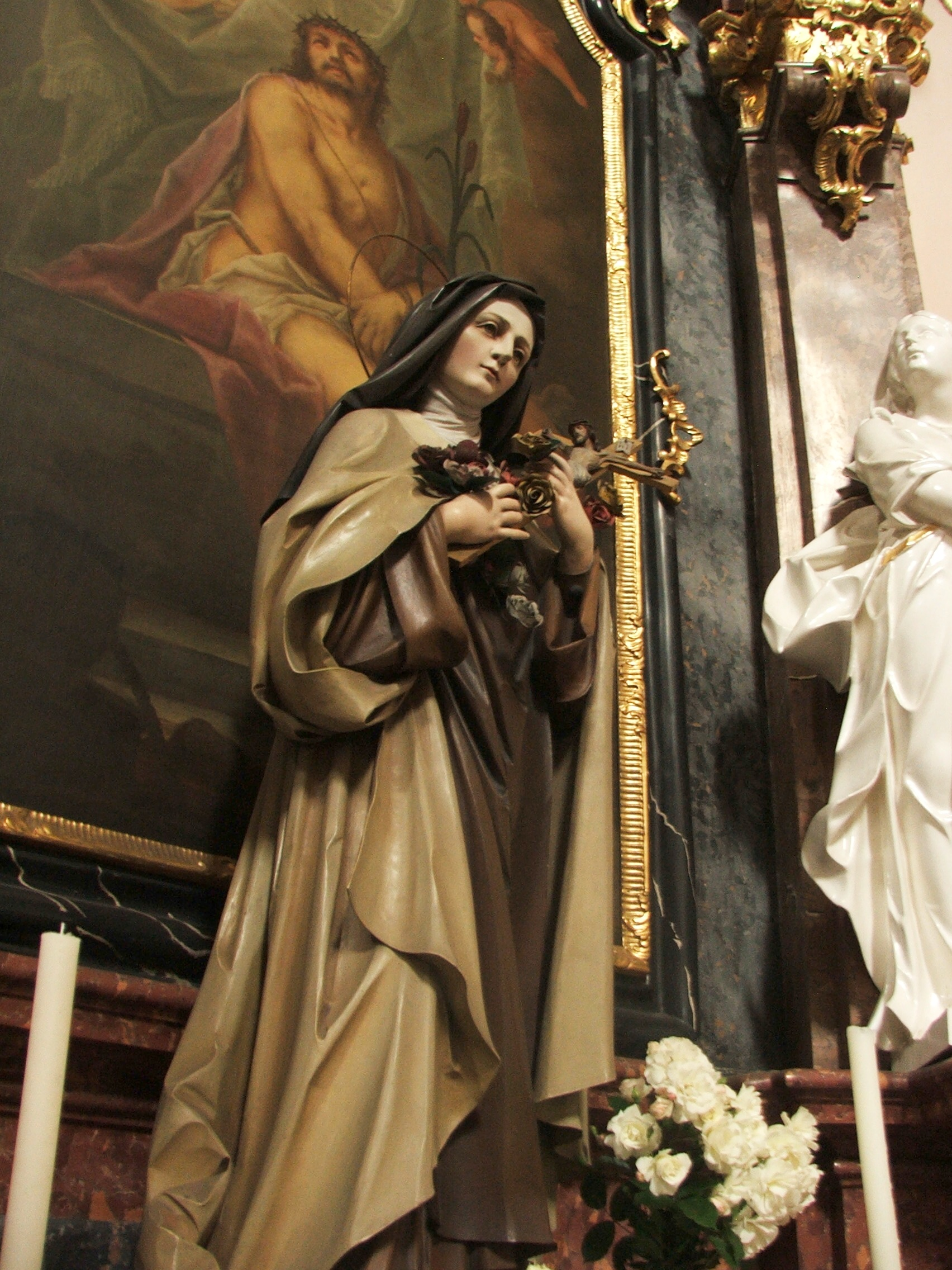
Detail des Altars der Geißelung Jesu
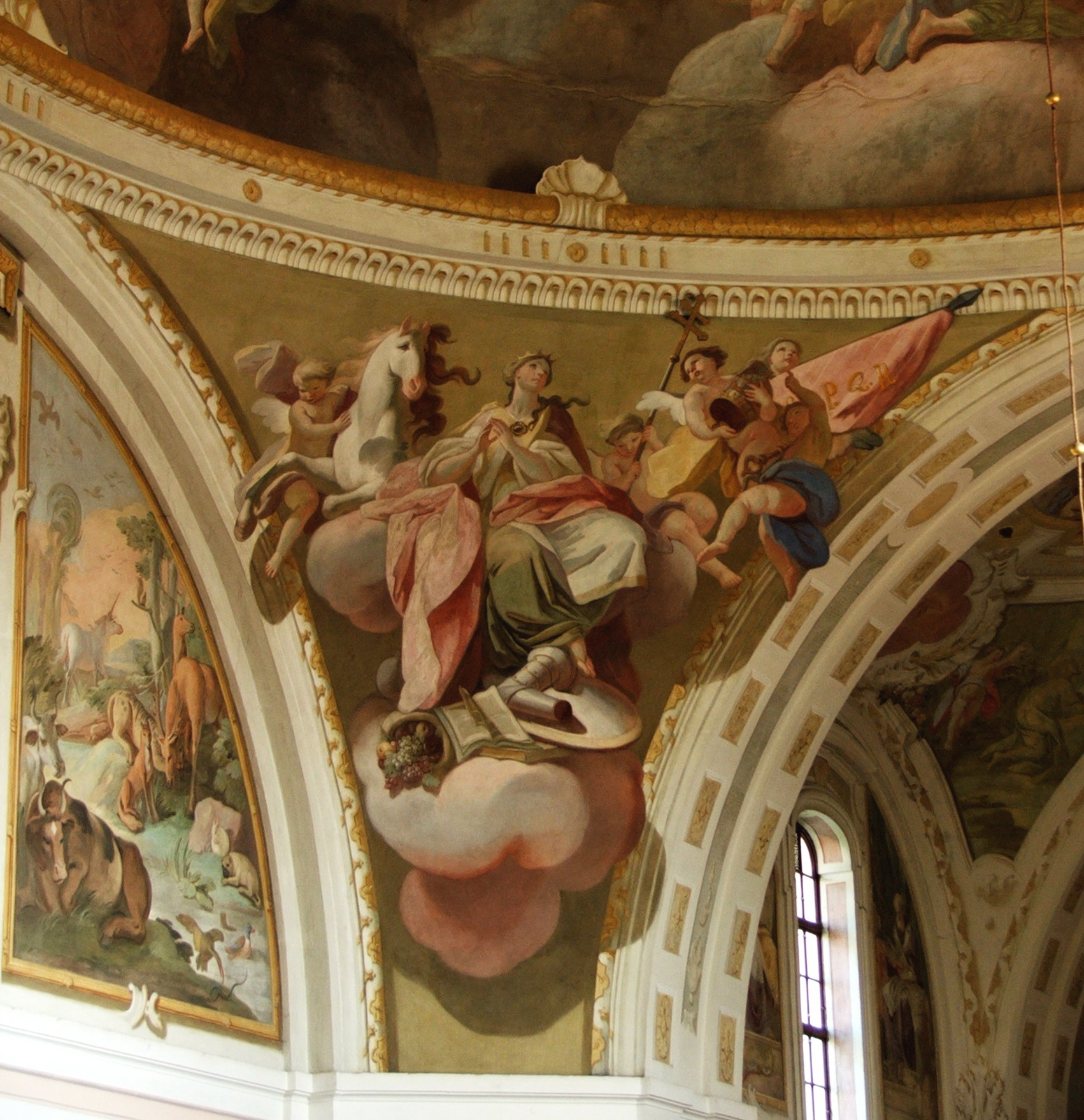
Freske mit der Allegorie Europa
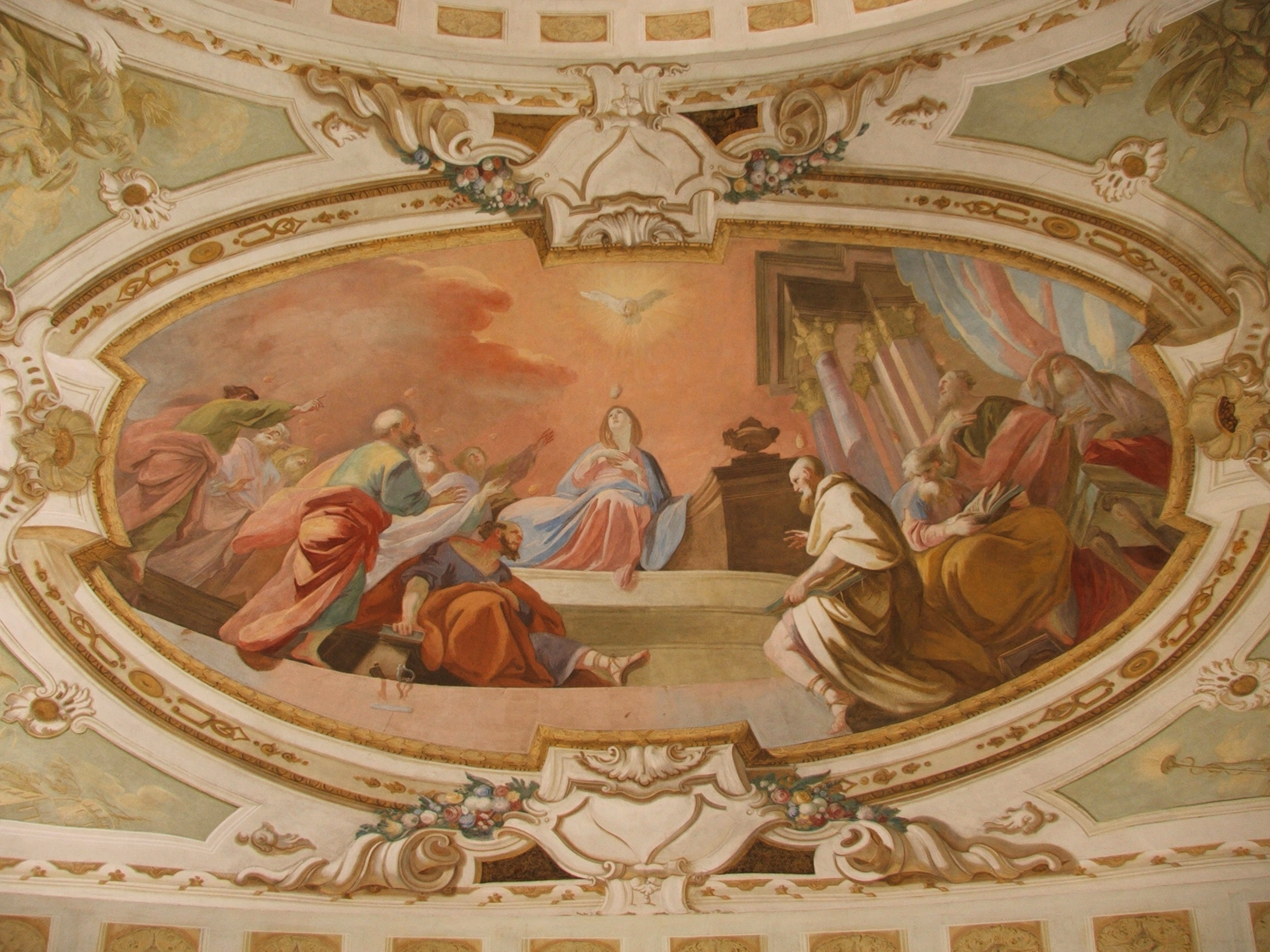
Freske mit der Szene Ausgießung des Heiligen Geistes

#### Orgel
Die ursprüngliche Orgel der Pfarrkirche, vom Orgelbauer Johann Georg Schwartz von der Stadt Liebau hergestellt, ist im Jahre 1766 geweiht worden. Sie hatte zwei Manuale und 18 Register. Wegen beträchtlicher Abnutzung der Holzbestandteile und Wurmstichigkeit wurde sie im 20. Jahrhundert verbessert und vergrößert von dem volkseigenen Betrieb Orgelfabrik in Jägerndorf aufgrund eines Entwurfs von Ing. Ota Veverka. Das renovierte dreimanualige 33-registrige Instrument wurde am 10. Dezember 1955 von Gustav Pivoňka aus Olmütz abgenommen und eingeweiht.

#### Kreuzgang
Der Kreuzgang des ehemaligen Augustinerklosters, wahrscheinlich in den 1430er Jahren an die Westfassade der damaligen Kirche angebaut, ist die wertvollste gotische Sehenswürdigkeit in der Stadt. Er ist eingewölbt durch ein Kreuzrippengewölbe mit hochwertiger plastischer Bauzier. Unter den Ausläufern der Rippen und in den Schlusssteinen findet man Wappen der Erbauer des Klosters – den eingewickelten Pfeil der Herren von Graw und den Stern der Herren von Sternberg und Lukov. Der Raum erhält sein Licht durch elf Spitzbogenfenster, die in ein ungewöhnlich kleines Paradies einmünden. Von den ursprünglichen rosettenförmigen Glasfenstern mit ihrem Flammenmaßwerk hat sich nur ein Fragment im oberen Teil des westlichen Mittelfensters erhalten. Der Kreuzgang verknüpfte ursprünglich die Kirche mit den Wohnräumen des Klosters. In das Kirchenschiff führte ein Spitzbogenportal.

#### St.-Josephs-Kapelle
Die St.-Josephs-Kapelle, ein Raum mit eigener Raumbildung, befindet sich, wenn man den Grundriss betrachtet, ungefähr an der Stelle des Presbyteriums der ehemaligen gotischen Kirche. Das Innere wird durch Pilaster mit Abschnitten eines Gebälks gegliedert, auf die ein ausdrucksvoll modellierter Sims aufsitzt, der das Kuppelgewölbe trägt. Unter dem Sims sind Oratorien mit nach außen gewölbten Brüstungen. Über dem Eingang in das Kirchenschiff nimmt eine mächtige Empore gefangen. In der Wölbung findet man die Darstellung des Zwölfjährigen Jesus im Tempel, umgeben von Szenen aus dem Leben der Hl. Familie. Eine hohe Arkade verbindet das Innere der Kapelle mit dem Kirchenschiff. Nach der Aufhebung von Loreto neben der Kapuzinerkirche St. Joseph ist hierher das Standbild der Schwarzen Madonna übertragen worden.

#### Exterieur

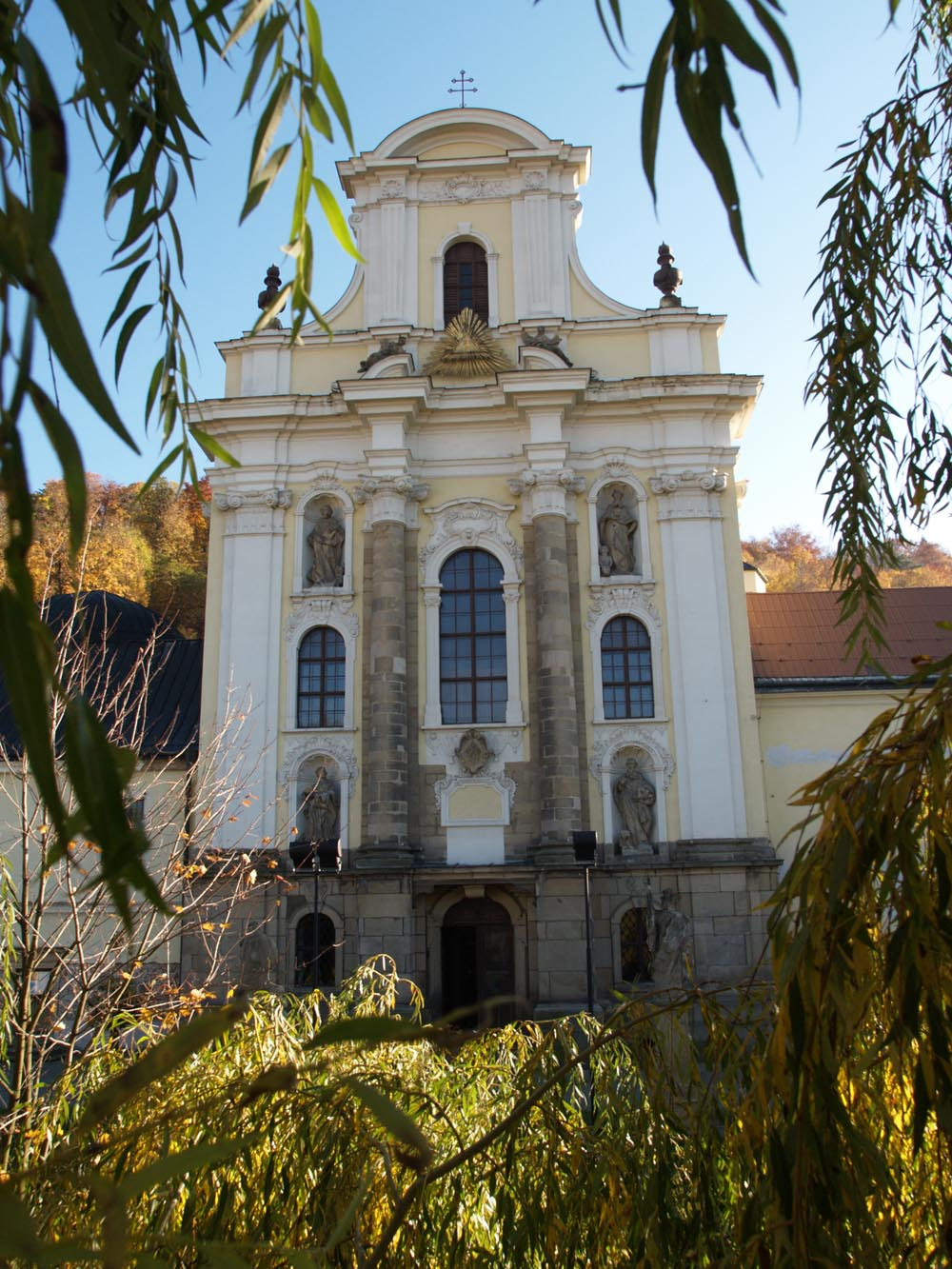
Die Pfarrkirche in der Ansicht von Norden

Der inneren Zusammensetzung der Räume entspricht auch die Gliederung des Kirchenexterieurs – Seitenfassaden sind glatt, Ecken zwischen einzelnen Massen abgerundet, in Wenden sind Vierpfeiler hineingelegen, im ganzen Umkrais des Baus läuft ein Krönungsgebälk herum. Aus der ganzen Masse der Kirche entsteigen Zubauten der Kapelle und Sakristeien. Die volle Vorderseite erstellt eine monumentale Kulisse, die die Baukunst des Hochbarocks erinnert. In den Nischen der Vorderfront stehen Figuren von vier Evangelisten vom Bildhauer Johann Schubert. Das Kirchenschiff hat ein Giebeldach, über dem Zentralraum mit der Kuppel ist ein Mansarddach mit einem Dachreiter, die Kapelle deckt eine niedrige Kuppel über. Der Kirchengiebel wurde in den Jahren 1901–1903 nach einem Entwurf vom Architekten Ferdinand Hrach (1862–1946, Schüler von Carl Wilhelm von Doderer) vorgerichtet.
An der Ostseite der Pfarrkirche ist ein spätgotischer bis frührenaissancer Grabstein von Georg von Zerotein (Jiří z Žerotína) eingeräumt, in das Jahr 1507 datiert. Der idealisierte Auftritt stellt den Verstorbenen wie einen Ritter dar, stehend auf einem Löwen, dem Symbol von Macht und Stärke. Der benachbarte Grabstein aus dem Jahre 1556 gehört der Familie von Baltazar Švajnic von Pilmsdorf (z Pilmsdorfu).
Aus dem Platz führt zur Kirche ein Barocktreppenhaus aus dem Anfang des 18. Jahrhunderts mit einem klassizistischen Tor bestückt mit Standbildern.

### Pfarrhaus
Das Pfarrhausgebäude, bis zum Jahr 1784 ein Kloster von Augustiner-Chorherren, liegt an der Westenmauer der Dreifaltigkeitskirche an. Es geht um ein zweigeschossiges Gebäude, derer Kernel – Westenwohnteil des Erdgeschosses des heutigen Pfarrhauses – stammt aus der ersten Hälfte des 15. Jahrhunderts, es ging aber beträchtliche Bauumbildungen im 17. Jh. durch, wann die Räume im Stock ausgebaut worden sind; weitere folgten nach Aufhebung des Klosters am Ende des 18. Jh. und später auch im 19. Jahrhundert. Die Fassade ist nicht ausdrucksvoll aufgegliedert, im Umfang läuft eine Bekrönung herum. Sechs Fenster im ersten Stock hat renaissanceprofilierte Steingewänden und sichtliche Fenstersimse. Zimmer, meistens mit Flachdecken, befinden sich im äußeren Umfang von im Allgemeinen breiten Fluren, eingewölbten mit Platzel- und Kufengewölben. Auf der Nordenseite des Pfarrhauses ist eine Empirestube zu sehen, mit Maler- und Stuckausschmückung aus dem Anfang des 19. Jahrhunderts. Neben ihm befindet sich der Raum des Pfarrkontors mit Spätrenaissance-Stuckverzierung der Decke und Ausmalungen aus der Empirezeit.

## Geschichte der Dreifaltigkeitskirche
Die älteste überlieferte Schrifterwähnung war 1293 über die Fulneker Pfarrkirche. Benedikt von Krawarn (Beneš z Kravař) stiftete 1389 in Fulnek bei der Kirche ein Kloster von Augustiner. Nikolaus von Riesenburg (Mikuláš z Rýzmburka), Bischof von Olmütz, bewilligte, dass dem Kloster die Pfarrkirche zufällt und so sie eine Kapitelkirche wird.
In der Kirche begraben 1416 Lacek I. von Krawarn, der erste Landherzog von Mähren, ernannt vom König Wenzel IV. 1429 war Fulnek angezündet von Johannes von Tobitschau (Jan z Tovačova), die Kirche und das Kloster sind niedergebrannt. Ein Brand zerstörte 1559 das Kloster und anliegenden Teil der Stadt. Die Kirche plünderten und ausbrannten 1657 Schweden.
Papst Clemens X. verlieh 1672 Propsten des Fulneker Augustiner-Klosters das Infulrecht.
Ein großer Brand wieder versengte 1676 die Stadt und die Kirche. Die Kirche 1693 nach dem Brand erneuert auf Kosten des Augustiner-Klosters. Ein Brand versengte 1695 das Kloster und seine Umgebung. Jungfrau Maria an dem Fulneker Wunderbild zum ersten Mal 1749 weinte Tränen. Der Grundstein der neuen Pfarrkirche 1750 wurde gelegt.
Die Kirche vom Olmützer Weihbischof Graf von Scherfenberg 1760 wurde eingeweiht. Die neue zweimanuale 18registere Orgel wurde 1766 eingeweiht.
Das Augustiner-Kloster ist 1784 vom Joseph II. aufgehoben; der letzte Propst, Dominik Ambrosoni, wurde Pfarrer. Im Konventgebäude wurde das städtische Pfarrhaus errichtet.
1900–1903 war Gesamtrenovierung der Kirche. 1905–1908 erfolgte Restaurierung des Kreuzganges. In den Tempel wurde 1919 eine elektrische Beleuchtung installiert. Laufend wurde 1950–1983 die Gesamtrekonstruktion der Kirche und des Pfarrhauses ausgeführt. Die verbesserte und vergrößerte dreimanuale 33registere Orgel 1955 wurde geweiht.
In die Kirche wurde 2006 eine Reliquie von hl. Faustyna Kowalska platziert, von dem polnischen Krakau übertragen.